# Rootsi, Dagö
Rootsi (även Rootsi küla) är en by (estniska: küla) på Dagö i Estland. Rootsi ligger vid riksväg 80, 13 km väster om residensstaden Kärrdal och vid Östersjöviken Reigi laht. Antalet invånare var 16 år 2011. Rootsi tillhörde Kõrgessaare kommun 1992–2013.
Byn angränsar till Röicks (estniska: Reigi) i norr, kyrkbyn Pihla i söder och småköpingen Hohenholm (Kõrgessaare) i väster på andra sidan insjön Kirikulaht. Namnet Rootsi är estniska för 'Sverige' och byn ligger i en trakt som tidigare beboddes av estlandssvenskar. I äldre tid ingick Rootsi i byn Röicks och motsvarade ungefär de bydelar som kallades Buskbyn (estniska: Puski) och Bakbyn. Efter att majoriteten av Dagösvenskarna 1781 deporterats till Gammelsvenskby i nuvarande Ukraina bröt man ur denna by från Röicks. Byns namn blev Rootsi eftersom de fåtaliga kvarvarande svenskar bebodde denna del. En udde vid byn heter Kaplisäär; förledet kan härledas till det svenska ordet 'kapell'.